# Рикеттс, Сэм
Сэ́мюэл Де́рек (Сэм) Ри́кеттс (англ. Samuel Derek "Sam" Ricketts; 11 октября 1981, Эйлсбери, Англия) — валлийский футболист, защитник. Выступал в национальной сборной Уэльса. Ныне начал карьеру тренера.

## Клубная карьера
Сэм Рикеттс — воспитанник клуба «Оксфорд Юнайтед», в котором играл за все юношеские команды. С 2000 года стал выступать в основном составе «Оксфорда», дебютировав 8 октября в игре с «Суиндоном». В 2002 году Сэм был отдан в аренду клубу «Нанитон Таун», а через год он оказался в «Телфорд Юнайтед».
В апреле 2004 года контракт Рикеттса с «Телфордом» был аннулирован по причине банкротства клуба, а уже 27 мая он перешёл в «Суонси Сити» на правах свободного агента. Во многом благодаря усилиям Сэма «лебеди» поднялись в Первую лигу, а сам он, наряду со своим партнером по команде Ли Трандлом, стал членом Команды года по версии ФА во Второй лиге. Перед началом сезона 2005/06 Риккеттс подписал новый 3-летний контракт со «Суонси» с возможностью продления ещё на 2 года. И снова благодаря ему «Джекс» дошли до стадии плей-офф Первой лиги, однако в финальном матче уступили «Барнсли» в серии пенальти.
14 июля 2006 года Рикеттс перешёл в «Халл Сити» за сумму в 300 тыс. фунтов, заключив с клубом 3-летнее соглашение. 31 марта 2007 года Сэм забил свой первый гол за «тигров», поразив ворота «Саутенда» в рамках Чемпионата Футбольной лиги. Также он был частью «Халла» в финальном матче плей-офф Чемпионшипа против «Бристоль Сити», в котором его клуб одержал победу со счетом 0:1 и выборол право на участие в Премьер-лиге.
В 2009 году «Халл» вылетел из Премьер-лиги, а 25 июля Рикеттс подписал контракт с «Болтоном» сроком на 3 года. За новый клуб он дебютировал 15 августа в игре с «Сандерлендом». В феврале 2011 года, в рамках игры Кубка Англии против «Уигана», Сэм порвал ахиллово сухожилие и выбыл до конца года. Только 31 декабря Рикеттс вернулся на поле, а также забил свой первый гол за «рысаков» в матче против «Вулверхэмптона» и принес клубу ничью со счетом 1:1. 4 июля 2013 года «Болтон» и сам игрок приняли решение расторгнуть контракт по обоюдному согласию.
В тот же день, 4 июля, Рикеттс на правах свободного агента заключил 2-летний контракт с «Вулверхэмптон Уондерерс». Здесь он воссоединился с новым главным тренером Кенни Джекеттом, под руководством которого работал в «Суонси», а также был назначен капитаном команды.

## Международная карьера
Рикеттс, являющийся валлийцем по бабушке, в 2004 году принял решение играть за сборную Уэльса. В январе 2005 года он впервые получил вызов в стан национальной команды от новоиспеченного тренера сборной Джона Тошака, а уже 9 февраля Сэм дебютировал в товарищеской игре с Венгрией.

## Достижения

### Командные
«Суонси Сити»
- Обладатель Кубка Уэльса: 2006

 «Халл Сити»
- Победитель плей-офф Чемпионшипа: 2008

### Личные
- Участник Команды года в Лиге 2: 2004/05